# Yves Rossy
Yves Rossy (Neuchâtel, 27 de agosto de 1959) é um piloto suíço, engenheiro, inventor e entusiasta da aviação, sendo a primeira pessoa a conseguir sustentar voo humano usando uma asa com um jato fixo acoplado nas suas costas. Graças a este feito foi apelidado de Jet Man e Fusion Man.
Em 26 de setembro de 2008, Rossy atravessou o Canal da Mancha com uma única asa a jato amarrada nas costas, vestindo apenas um capacete e um traje de voo. para proteção
Com o aparelho com asa com quatro turbinas cruzou os desfiladeiros do Grand Canyon.
Em 2012 saltou de um helicóptero na lagoa Rodrigo de Freitas, deu a volta do Corcovado onde se encontra a estátua do Cristo Redentor e aterrisou na praia de Copacabana, num voo que durou 11 minutos e 35 segundos a 1200 metros de altitude e 300 km/h.

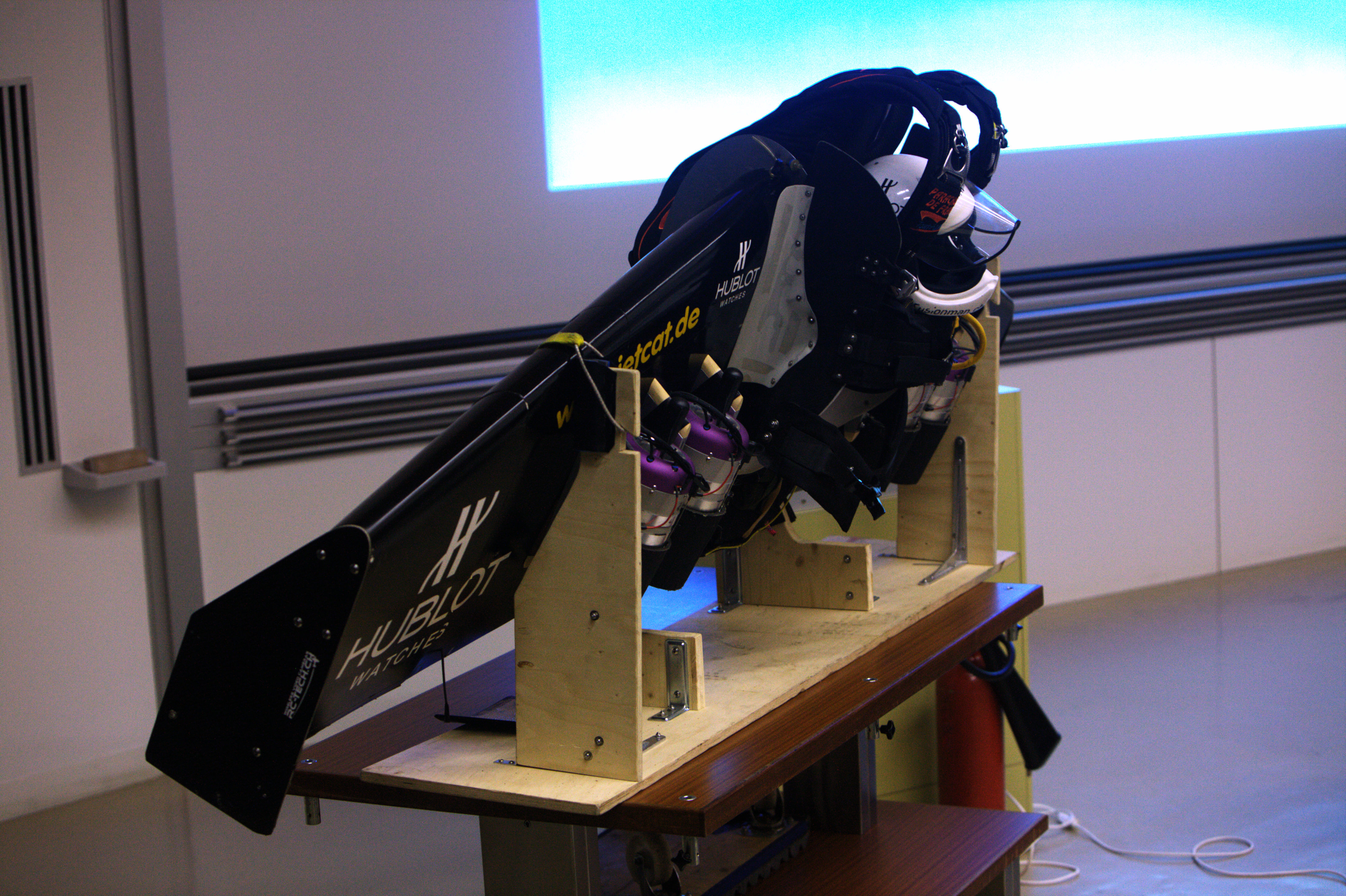
Asa a jato

## Ligações Externas
- Pagina oficial de Yves Rossy
- Jetman on Vimeo
- Jetman no YouTube